# Masdevallia synthesis
Masdevallia synthesis är en orkidéart som beskrevs av Carlyle August Luer. Masdevallia synthesis ingår i släktet Masdevallia och familjen orkidéer. Inga underarter finns listade i Catalogue of Life.